# Exeter
Exeter je povijesni grad u grofoviji Devon, Engleska. Glavni je grad grofovije. Trenutačno administrativno ima status nemetropolitanskog distrikta, te je stoga pod upravom Grofovijskog vijeća. Grad se nalazi na rijeci Exe, oko 60 km sjeveroistočno od Plymoutha i 110 km jugozapadno od Bristola. Prema popisu stanovništva iz 2001. broj stanovnika je 111.076, dok je prema procjeni iz 2009. imao 118.800 stanovnika.
Exeter je najveće rimsko utrvrđeno naselje u Britaniji. Katedrala u Exteru je sagrađena u ranom 12. stoljeću, postaje anglikanskom u vrijeme reformacije u 16. stoljeću.
Grad ima dobre prometne veze, sa željezničkim kolodvorom Exeter St David's, središnjim željezničkim kolodvorom Exeter, M5 autocestom i zrakoplovnom lukom grad je povezan na nacionalnoj i međunarodnoj razini. Iako je popularno turističko odredište, gradom ne dominira turizam.

## Vanjske poveznice
|  | Zajednički poslužitelj ima još gradiva o temi Exeter |

- Exeter City Council  Arhivirana inačica izvorne stranice od 11. svibnja 2020. (Wayback Machine) (na engleskom)
- Povijest Exetera  Arhivirana inačica izvorne stranice od 3. rujna 2014. (Wayback Machine) (na engleskom)
- Exeter na Curlie